# Hypoplectrodes annulatus
Hypoplectrodes annulatus är en fiskart som först beskrevs av Günther, 1859.  Hypoplectrodes annulatus ingår i släktet Hypoplectrodes och familjen havsabborrfiskar. Inga underarter finns listade i Catalogue of Life.